# Línea 7 del Metro de París
La línea 7 del metro de París es una línea de subterráneo que atraviesa París de norte a sur, uniendo municipios del área metropolitana de las provincias Sena-San Denis y Valle del Marne al centro de París. Es la tercera más utilizada de la red metropolitana de dicha ciudad.

## Historia
En 1989 se preveía una línea radial norte-este denominada H entre la Plaza del Danubio y Palais Royal. Este proyecto luego se modificó ligeramente pero ambos sitios están servidos por la línea 7 (Plaza Danubio hoy día es línea 7 bis).
Fechas clave de la creación de la línea:
- 05-11-1910: apertura de la línea 7 con el tramo Opéra - Porte de la Villette.
- 18-01-1911: ramificación Louis Blanc - Pré Saint-Gervais.
- 01-07-1916: ampliación Opéra - Palais Royal.
- 16-04-1926: ampliación Palais Royal - Pont Marie.
- 03-06-1930: ampliación Pont Marie - Pont Sully (hoy día Sully-Morland).
- 26-04-1931: ampliación Pont Sully - Place Monge, cesión del tramo Place Monge - Porte de Choisy de línea 10 a línea 7 y ampliación Porte de Choisy - Porte d'Ivry.
- 01-05-1946: ampliación Porte d'Ivry - Mairie d'Ivry.
- 03-12-1967: cesión del tramo Louis Blanc - Pré Saint-Gervais a una nueva línea menor, 7 bis.
- 04-10-1979: ampliación Porte de la Villette - Fort d'Aubervilliers.
- 10-12-1982: ramificación Maison Blanche - Le Kremlin-Bicêtre.
- 28-02-1985: ampliación Le Kremlin-Bicêtre - Villejuif-Louis Aragon.
- 06-05-1987: ampliación Fort d'Aubervilliers - La Courneuve 8 mai 1945.

### Cambios de nombre
- Porte de la Villette > Porte de la Villette Cité des Sciences (1989)
- Pont de Flandre > Corentin Cariou (1946)
- Rue de l'Allemagne > Jaurès (1914)
- Gare de l'Est > Gare de l'Est Verdun (1957)
- Chaussée d'Antin > Chaussée d'Antin - La Fayette (1989)
- Pont Neuf > Pont Neuf La Monnaie (1989)
- Pont Nôtre-Dame - Pont au Change > Châtelet -fusión con Châtelet L1 y L4- (1934)
- Pont Sully > Sully - Morland
- Pierre Curie > Pierre et Marie Curie (2007)

### Ampliaciones proyectadas
- Al norte: en la fase 2 del SDRIF (2013-2020) se prevé una prolongación hasta la estación de Le Bourget incluso el Museo del aire y del espacio.
- Al sur: Existe un proyecto con el que se cedería a la línea 14, una vez prolongada esta a Maison Blance, el ramal a Villejuif, aunque es un proyecto menos claro igual que el que contemplaba la ampliación de Mairie d'Ivry a Marché de Vitry.

## Trazado y estaciones

### Lista de estaciones

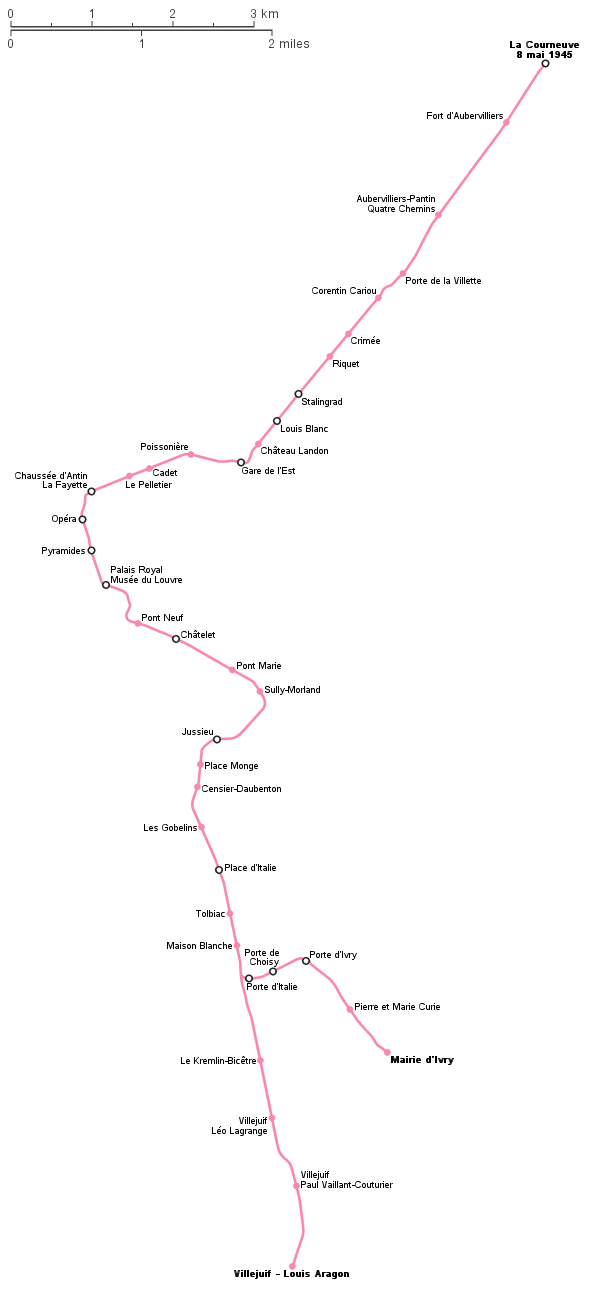

|  |   |   |   |  | estaciones                              | municipio                 | correspondencia                     |
|  | - | - | - |  | --------------------------------------- | ------------------------- | ----------------------------------- |
|  |   | o |   |  | La Courneuve - 8 Mai 1945               | La Courneuve              |                                     |
|  |   | o |   |  | Fort d'Aubervilliers                    | Aubervilliers             | (proyecto)                          |
|  |   | o |   |  | Aubervilliers - Pantin - Quatre Chemins | Aubervilliers, Pantin     |                                     |
|  |   | o |   |  | Porte de la Villette                    | XIX Distrito              |                                     |
|  |   | o |   |  | Corentin Cariou                         | XIX Distrito              |                                     |
|  |   | o |   |  | Crimée                                  | XIX Distrito              |                                     |
|  |   | o |   |  | Riquet                                  | XIX Distrito              |                                     |
|  |   | o |   |  | Stalingrad                              | X Distrito, XIX Distrito  |                                     |
|  |   | o |   |  | Louis Blanc                             | X Distrito                |                                     |
|  |   | o |   |  | Château-Landon                          | X Distrito                | Gran Este París Este grandes líneas |
|  |   | o |   |  | Gare de l'Est                           | X Distrito                | Gran Este París Este grandes líneas |
|  |   | o |   |  | Poissonnière                            | IX Distrito, X Distrito   |                                     |
|  |   | o |   |  | Cadet                                   | IX Distrito               |                                     |
|  |   | o |   |  | Le Peletier                             | IX Distrito               |                                     |
|  |   | o |   |  | Chaussée d'Antin - La Fayette           | IX Distrito               |                                     |
|  |   | o |   |  | Opéra                                   | II Distrito, IX Distrito  | Roissybus                           |
|  |   | o |   |  | Pyramides                               | I Distrito                |                                     |
|  |   | o |   |  | Palais Royal - Musée du Louvre          | I Distrito                |                                     |
|  |   | o |   |  | Pont Neuf                               | I Distrito                |                                     |
|  |   | o |   |  | Châtelet                                | I Distrito, IV Distrito   |                                     |
|  |   | o |   |  | Pont Marie                              | IV Distrito               |                                     |
|  |   | o |   |  | Sully - Morland                         | IV Distrito               |                                     |
|  |   | o |   |  | Jussieu                                 | V Distrito                |                                     |
|  |   | o |   |  | Place Monge                             | V Distrito                |                                     |
|  |   | o |   |  | Censier - Daubenton                     | V Distrito                |                                     |
|  |   | o |   |  | Les Gobelins                            | V Distrito, XIII Distrito |                                     |
|  |   | o |   |  | Place d'Italie                          | XIII Distrito             |                                     |
|  |   | o |   |  | Tolbiac                                 | XIII Distrito             |                                     |
|  |   | o |   |  | Maison Blanche                          | XIII Distrito             |                                     |
|  | o |   |   |  | Le Kremlin-Bicêtre                      | Le Kremlin-Bicêtre        |                                     |
|  | o |   |   |  | Villejuif - Léo Lagrange                | Villejuif                 |                                     |
|  | o |   |   |  | Villejuif - Paul Vaillant-Couturier     | Villejuif                 |                                     |
|  | o |   |   |  | Villejuif - Louis Aragon                | Villejuif                 | (proyecto)                          |
|  |   |   | o |  | Porte d'Italie                          | XIII Distrito             |                                     |
|  |   |   | o |  | Porte de Choisy                         | XIII Distrito             |                                     |
|  |   |   | o |  | Porte d'Ivry                            | XIII Distrito             |                                     |
|  |   |   | o |  | Pierre et Marie Curie                   | Ivry-sur-Seine            |                                     |
|  |   |   | o |  | Mairie d'Ivry                           | Ivry-sur-Seine            |                                     |

### Particularidades
- La línea 7 es la línea con más estaciones de la red de metro parisina.
- La línea está equipada de SIEL (indicadores de tiempo de espera electrónicos).
- Presenta dos ramificaciones al sur que se explotan alternativamente al 50%.
- En 2012 se previó la prolongación del ramal sur-Villejuif con un tranvía hasta Athis-Mons.
- Entre Pont Neuf La Monnaie y Châtelet, el túnel tiene 3 vías durante 100 m, tramo donde se ha instalado una vía apartadero central, unida a las dos laterales.

### Talleres y cocheras
Al principio se mantenía el material móvil en las cocheras de la Villette, enlazadas al oeste de la estación Porte de la Villette. Hoy día sirven como centro de mantenimiento de las vías de la red metropolitana.
Desde 1931 y la prolongación de la línea 7 a Porte d'Ivry y la construcción de los talleres-cocheras de Choisy, el material móvil de la línea 7 se ha llevado allí. Estas cocheras enlazan con la línea tras la estación de Porte d'Ivry.

### Enlaces
- Con la línea 7bis: en los extremos de la estación Louis Blanc dirección sur en cada sentido de circulación.
- Con la línea 5: a la entrada de Gare de l'Est dirección La Courneuve mediante bretelle en talón en una sección del túnel de 4 vías y entre Tolbiac y Place d'Italie en la vía dirección La Courneuve en punta.
- Con la línea 3: a la salida de Chaussée d'Antin - La Fayette en la vía dirección sur en punta.
- Con la línea 10: a la entrada de Place Monge en la vía dirección sur en talón. Este enlace de vía doble era parte de la línea 10 en 1930-31.
- Con la línea 6: entre Place d'Italie y Tolbiac en la vía dirección sur en talón.

## Interés turístico
La línea da servicio a los siguientes lugares:
- La Villette.
- La Ópera Garnier.
- El Barrio de Châtelet.
- Parte oriental del Barrio Latino.
- Plaza de Italia y Barrio de la Butte aux Cailles.
- Barrio asiático de París al sur del distrito 13.º.

- Datos: Q50748
- Multimedia: Paris Métro Line 7 / Q50748